# Le Prix du danger (film)
Pour les articles homonymes, voir Le Prix du danger.
Pour plus de détails, voir Fiche technique et Distribution.
Le Prix du danger est un film d'anticipation franco-yougoslave réalisé par Yves Boisset et sorti en 1983.
Critique féroce envers les médias télévisés préfigurant la téléréalité et la télé poubelle, le scénario, très cynique, est basé sur la nouvelle éponyme de Robert Sheckley, Le Prix du danger (en anglais, The Prize of Peril), pamphlet social où l'avenir des divertissements télévisés représente un retour à la cruauté des jeux de l'Antiquité décadente. Le film est une virulente critique des productions de jeux télévisés, de la publicité et de la société déshumanisante.

## Synopsis
Dans un futur proche, la chaîne de télévision CTV profite d'un flou juridique sur le suicide assisté pour lancer une nouvelle émission : Le Prix du Danger. En pleine ville, un homme doit rejoindre un endroit secret tout en étant poursuivi par cinq autres candidats armés, chargés de le tuer. Si le candidat survit pendant quatre heures, il gagne un million de dollars. Aucun candidat n'y est jamais parvenu lors des trois premières diffusions. Malgré les critiques exprimées par des associations comme celle d’Élisabeth Worms, l'émission connaît un succès croissant.
Pour la quatrième émission, trois candidats sont retenus pour les éliminatoires, notamment François Jacquemard, un jeune chômeur. Bien que sa petite amie, Marianne, désapprouve sa participation, François pense sincèrement que cela leur permettrait de se mettre à l'abri du besoin. Quelques jours plus tard, François et ses adversaires se retrouvent sur une piste de vol où les attendent des avions. Une fois en l'air, chaque pilote s'éjectera et les candidats devront faire atterrir les machines par leur propre moyen.  À l'issue du crash de l'un et l'abandon de l'autre, François est qualifié. Dans le même temps, Elisabeth tente de faire interdire l'émission par décision de justice mais sa demande est rejetée, le juge prétextant le peu de preuves qu'elle avance.
Le jeu pouvant se dérouler sans accrocs, François et les chasseurs sont présentés aux téléspectateurs. François est ensuite largué en haut d'un gratte-ciel et constate différentes réactions des habitants qu'il rencontre : si quelques « bons samaritains » l'aident à semer ses poursuivants, la plupart des citoyens essayent de le ralentir par pur sadisme. Lors d'une poursuite dans le métro, un premier chasseur est tué en marchant sur un rail électrifié. François ne doit sa survie qu'à une automobiliste qui le prend en stop dans un tunnel. Il la reconnaît comme étant l'une des productrices de l'émission, Laurence Ballard, et comprend que l'émission est truquée : le candidat survit grâce aux « bons samaritains » fournis par l'émission et est systématiquement tué dix minutes avant la fin du délai de quatre heures, pour accroître les revenus publicitaires. François sort de la voiture et lui crie qu'il jouera dorénavant selon ses propres règles.
Se réfugiant dans un chantier, François est attaqué par deux veilleurs de nuit et utilise un ascenseur pour se mettre à l'abri sur un immeuble en construction. L'un des chasseurs tente de l'attaquer mais François se défend et le tue. Frédéric Mallaire, le présentateur, s'insurge car le chassé n'a pas le droit de se défendre mais François n'hésite pas à tuer un troisième chasseur. Il décide d'épargner le quatrième, qui le supplie de ne pas appuyer sur la détente. Le dernier chasseur, faute de balles et ayant été humilié par François, tente de l'écraser avec un camion mais meurt dans un accident. 
Face à cette situation inédite, Antoine Chirex, PDG de CTV, demande que François soit ramené sur le plateau. François prend alors en otage Mallaire, demande à toucher son argent et que Ballard vienne le rejoindre pour avouer aux téléspectateurs que l'émission est truquée. La productrice joue le jeu mais se ravise en prétextant que François n'est pas dans son état normal, pendant que ce dernier est maîtrisé par la sécurité. François est emmené dans une ambulance qui disparaît dans la nuit. Laurence promet que les prochaines émissions seront encore plus violentes et que François aura l'honneur de pouvoir à nouveau y participer, sous les clameurs du public.

## Fiche technique
- Réalisation : Yves Boisset, assisté de Marc Angelo
- Scénario : Yves Boisset et Jean Curtelin, d'après la nouvelle Le Prix du danger de Robert Sheckley
- Décors : Serge Douy
- Costumes : Jacques Fonteray
- Image : Pierre-William Glenn
- Son : Raymond Adam
- Montage : Michelle David
- Musique : Vladimir Cosma
- Affiche : Philippe Lemoine
- Production : Norbert Saada pour UGC Distribution
- Studios : Paris-Studios-Cinéma
- Lieu de tournage : Paris et Belgrade
- Pays :  France /  Yougoslavie
- Genre : thriller d'anticipation
- Format : Couleurs - 35 mm - 1,66:1 - Son mono
- Durée : 100 minutes
- Date de sortie : France : 26 janvier 1983
- Classification : interdit aux moins de 13 ans lors de sa sortie en salles en France[1], tous publics depuis 1989[2]

## Distribution
- Gérard Lanvin : François Jacquemard
- Michel Piccoli : Frédéric Mallaire
- Marie-France Pisier : Laurence Ballard
- Bruno Cremer : Antoine Chirex
- Andréa Ferréol : Élisabeth Worms
- Gabrielle Lazure : Marianne
- Catherine Lachens : Madeleine
- Henri-Jacques Huet : Victor Segal
- Jean Rougerie : le président de la commission
- Jean-Claude Dreyfus : Bertrand
- Steve Kalfa : Édouard
- Jean-Pierre Bagot : Alexandre
- Zlata Numanagic : Jacqueline
- Julien Bukowski : Arnaud
- Dragan Stueljanin : Roederer
- Marko Nikolic (non crédité) : un participant
- Jovan Ristic (non crédité) : régie CTV
- Janez Vrohec (non crédité) : le caissier du bistrot
- Vladan Zivkovic (non crédité) : un gardien de nuit
- Jacques Chailleux (non crédité) : un téléspectateur interviewé dans la rue

Yves Boisset fait un caméo, il apparaît sur les photos présentant le héros lors de son service militaire.

## Autour du film
- Lors de la scène de la culbute ou les candidats doivent piloter un avion, l’un des candidats se nomme Monsieur Ascona. Son nom est répété plusieurs fois par l’animateur joué par Michel Piccoli. On remarque ensuite que les ambulances présentes sur l’aérodrome sont des break de marque… Opel. La marque venait alors de sortir son modele C de l’Ascona.
- Le rôle principal devait être tenu par Patrick Dewaere mais celui-ci se désiste pour tourner Édith et Marcel de Claude Lelouch. L'équipe du film apprend sa mort sur le tournage le 16 juillet 1982[3],[4].
- En 1970, le livre est adapté pour la première fois au cinéma par le réalisateur allemand Tom Toelle (de), pour un téléfilm intitulé « Das Millionenspiel », Le Jeu des millions (en), soit treize ans avant Yves Boisset.
- Le film a été tourné à Paris et à Belgrade, en Yougoslavie.
- L'extérieur des studios de CTV est le Centre Sava de Belgrade.
- Plusieurs scènes ont été tournées dans le quartier du Mont d'Est à Noisy le Grand notamment les parkings du centre commercial, les Espaces d'Abraxas et les Arènes de Picasso.
- La station de métro Place Conrad est la gare de la Défense, on y voit des MS 61 qui circulent à cette époque sur le RER A.
- Gérard Lanvin est déposé en hélicoptère sur le toit de la tour Genex à Belgrade.
- Le film, dans son esthétique (les architectures froides, les uniformes des participants, le décor de l'émission avec écran géant) et dans sa structure globale (les interludes musicaux, les chorégraphies des danseuses), s'inspire beaucoup du téléfilm Le Jeu des millions (en). D'ailleurs, au début du film, si on regarde attentivement l'arrière-plan on peut voir un camion portant l'inscription Osnabrück, qui était le lieu de tournage du téléfilm allemand.

- Le film est diffusé aux Dossiers de l'écran, le 3 février 1987, suivi du débat ayant pour thème : « Quelle télévision pour demain ? »[5],[6].

## Box-office
Le film sort en salles le 26 janvier 1983, il totalise 1 388 858 entrées (dont 363 328 à Paris)

## Vidéothèque
Longtemps indisponible en DVD et Blu-Ray, le film est disponible sur support DVD depuis le 4 mars 2014.
Le film est sorti en blu-ray en 2024, dans une copie restaurée 4K.

## Procès pour plagiat
Le scénario du film de 1983 est basé sur la nouvelle de Robert Sheckley, Le Prix du danger (The Prize of Peril), publié en 1958. En 1987 sort le film américain Running Man de Paul Michael Glaser, qui présente de nombreuses similitudes avec le film de Yves Boisset. Dans les années 1990, une plainte de l'équipe du Prix du danger est déposée à l'encontre de Running Man pour plagiat. Glaser déclare s'être inspiré pour son film d'un roman de Stephen King sorti en 1982, publié sous le pseudonyme de Richard Bachman, Running Man (The Running Man). Les plaignants remportent le procès en première instance, perdent en appel, puis gagnent en cassation. Néanmoins, ils ont beaucoup de mal à obtenir le dédommagement financier demandé s'élevant à plus d'un million de francs de l’époque,. Les procédures, longues, surtout en frais d'avocats, aboutissent à de faibles dommages financiers pour les plaignants,.